# Bruno Jorma
Bruno Jorma, egentligen Bruno August Jäderholm, född 14 mars 1882 i Rautalampi, död 15 februari 1956, var en finländsk operasångare (baryton). Han var gift med skådespelaren Hilja Jorma från 1910.
Jorma var son till apotekaren August Vilhelm Jäderholm och Alma Wilhelmina Ullner. Efter att 1906–1908 avlagt studier vid Nationalteaterns elevskola, blev han 1909 elev vid Sternska konservatoriet i Berlin. Läraren Nikolaus Rothmühl undervisade flera blivande framstående finländska operavokalister, inklusive Eino Rautavaara, Aino Calonius, Juho Koskelo och Wäinö Sola.
Studierna i Berlin avslutades 1910, varefter Jorma företog studieresor till Paris 1913, Tyskland 1921 samt Wien och Berlin 1928. Debutkonserten ägde rum i Viborg 1917. Teaterkarriären hade inletts redan 1904 vid Kasimir Leinos finska teater, och Jorma var därefter verksam vid Finska landsortsteatern 1904–1906, 1908–1909 och 1911–1917. Han spelade vid Tammerfors teater 1910–1911, Kansan näyttämö 1917–1918 och tillhörde Nationaloperan 1918–1946.
Förutom som aktör hade Jorma flera andra uppdrag inom teatern; bland annat var han styrelseledamot av Finlands skådespelarförbund 1918–1922 och 1928–1949, var dess vice ordförande 1938–1946, var ordförande för dess pensionärsavdelning 1932–1935 samt var ordförande för Finlands operasångares förbund fram till 1936. Han satt också i ledningen för stiftelsen för Maria och Juho Lallukkas konstnärshem 1927–1934 och blev disponent för inrättningen 1933.
1948 tilldelades Jorma Pro Finlandia-medaljen.